# بیوه‌مرغ ماندابی
بیوه‌مرغ ماندابی (نام علمی: Euplectes hartlaubi) نام یک گونه از سرده جولاهای چندزنه است.